# Famille de Reynaud
 (juillet 2025).
Motif : Notoriété?
- Archive Wikiwix
- Bing
- Cairn
- DuckDuckGo
- E. Universalis
- Gallica
- Google
- G. Books
- G. News
- G. Scholar
- Persée
- Qwant
- (zh) Baidu
- (ru) Yandex
- (wd) trouver des œuvres sur Wikidata

| 1. | Préciser le motif de la pose du bandeau. | Précisez le motif de la pose du bandeau en utilisant la syntaxe suivante : {{admissibilité à vérifier\|date=juillet 2025\|motif=remplacez ce texte par le motif}}                       |
| 2. | Informer les utilisateurs concernés.     | Pensez à avertir le créateur de l'article, par exemple, en insérant le code ci-dessous sur sa page de discussion : {{subst:avertissement admissibilité à vérifier\|Famille de Reynaud}} |

La famille de Reynaud est une ancienne famille de la noblesse militaire des confins de l'Auvergne et du Gévaudan.

## Nom de famille
On trouve son nom diversement écrit Reynaud, Raynaud, Renault ou Rainaud.

## Historique
Guillaume Rainaud ou Raynal, prieur de Valbonne, élu général des Chartreux (1367), était de la province d'Auvergne. Il refusa le chapeau de cardinal que lui offrait le pape Urbain V .
Autre Guillaume Reynaud, écuyer, seigneur de Cordeboeuf commune de Paray près de Saint Pourçain sur Sioule, bailli de Beaujolais et des montagnes d'Auvergne en 1420, paraît avoir été l'auteur:  
1- D'une branche (avec Durand son frère et son neveu Merlin conseiller et chambellan de Louis XI) qui s'est illustrée sous le nom de Cordeboeuf Beauverger Montgon,.  
2- Autre branche, les seigneurs de Chandian à Isserpent proche de Vichy aboutissant au comte Reynaud de Montlosier. 
3- Un fils de ce Guillaume Reynaud de Cordeboeuf, auteur d'une troisième branche, Guillaume Renault ou de Reynaud capitaine des gens d'Auvergne compagnon de Jeanne d'Arc fit prisonnier le Duc de Suffolk (William de la Pole) au siège de Jargeau (et fut fait chevalier par celui-ci).Filiation ensuite de ce Guillaume Renault suivie Guérin, Antoine puis Germain Reynaud seigneur de Desges, qui laissa deux fils: Reynal et Jean. Celui-ci fit branche et fut présent au contrat de mariage de Reynal son frère (15 octobre 1447), aïeul d'Antoine (1474), d'où:
1° Germain de Reynaud de Desges auteur des seigneurs de Gripel et du Teilhet
2° Reynal II, qui testa aux Chazes le 19 janvier 1491 et fut la tige des seigneurs de Paternaud, de la Puelle, de la Bonté, de la Coste, dits de Raynaud de Rochemure, existants dans le canton de Pinols (Haute-Loire).
Les seigneurs de Gripel et du Teilhet, issus de Pierre Reynaud de Desges (fils de Germain Reynaud de Desges sus cité), marié le 15 octobre 1550, à Anne de Pons, dame de Gripel, sont devenus seigneurs de Monts (château de Mons à Arlanc), en 1624, par alliance de Claude Reynaud Pons de Gripel avec Yolande de Jaujac de Beaune (branche cadette  alliée à la famille d'Anduze par Bernard VIII d'Anduze)   d'où postérité. Ils ont été maintenus dans leur noblesse le 14 avril 1667 et ont produit: six chanoines-comtes de Brioude (1591-1683); deux chevaliers de Malte (1746-1759); de nombreux hommes d'armes; des mousquetaires et chevaux-légers de la maison du Roi; plusieurs officiers supérieurs, dont un maréchal de camp (1788): Marc Antoine Sérapion de Reynaud de Monts, baron de St-Pal-en-Chalencon qui remarqua dans ses fonctions un certain Bonaparte à l'école de Brienne et le fit monter à Paris à l'école militaire, ce dernier passait fréquemment ces jours de congés chez le Chevalier de Reynaud de Monts. Celui ci, sous-inspecteur des écoles qui avait remplacé le chevalier de Kéralio retiré le 16 mai 1783 par suite des fatigues que lui causaient les inspections, était un brillant officier de cavalerie ayant débuté comme cornette aux carabiniers en 1757, et était depuis 1767, mestre de camp en second du régiment des dragons de Penthièvre. En sa qualité de sous-inspecteur, il fut nommé brigadier de dragons en 1784 et maréchal de camp en 1788 ; il n'émigra point, et ne paraît pas avoir survécu à la Révolution. Eteints avec Madeleine Reynaud, mariée en 1803 à Etienne Berard de Chazelles famille alliée aux Clerel de Tocqueville, et Emma Sophie de Reynaud de Monts mariée avec Joseph Antoine d'Asie du Faur. La mère d'Emma Sophie: Elisa Anna Stuart [réf. nécessaire]était la petite nièce de lord Stuart et par sa grand mère parente de Lord Byron.

## Personnalités
- comte François Dominique de Reynaud de Montlosier (1755-1838) Pair de France[2].
- Guillaume raynaldi général des chartreux 1367
- Guillaume Renault compagnon de Jeanne d'Arc